# Butkë
Butkë – wieś położona w południowo-wschodniej części Albanii w gminie Mollas. Wieś znajduje się 123 kilometrów od stolicy państwa, Tirany.

## Ludzie urodzeni w Butkë
- Safet Butka, albański działacz narodowy
- Qemal Butka, albański architekt i inżynier, burmistrz Tirany w latach 1935-1936